# Grandpa Danger
Grandpa Danger (絶体絶命でんぢゃらすじーさん, Zettai Zetsumei: Denjarasu Jii-san, littéralement : « Mort absolue : Dangereux Grand-père ») est un manga de Kazutoshi Soyama. Il a connu une suite, Dangerous Jii-san Ja, et a été adapté en anime et jeux vidéo.

## Jeux vidéo
- 2003 : Zettai Zetsumei Dangerous Jiisan: Shijou Saikyou no Dogeza sur Game Boy Advance
- 2004 : Zettai Zetsumei Dangerous Jiisan: Naki no Ikkai sur Game Boy Advance
- 2004 : Zettai Zetsumei Dangerous Jiisan Tsuu: Ikari no Oshioki Blues sur Game Boy Advance
- 2004 : Zettai Zetsumei Dangerous Jiisan 3: Hateshinaki Mamonogatari sur Game Boy Advance
- 2006 : Zettai Zetsumei Dangerous Jiisan DS: Dangerous Sensation sur Nintendo DS